# イエンバイ蜂起
イエンバイ蜂起（いえんばいほうき、ベトナム語: Khởi nghĩa Yên Bái/起義安沛）は、グエン・タイ・ホックが1927年結党したベトナム国民党が1930年2月当時はフランスの統治下にあったベトナム北部の各地で起こした武装蜂起である。

## 歴史
2月9日夜半にイエンバイの兵営で党員兵士が決起したのを皮切りに、10日夜には外部からのフンホア兵営への攻撃、ハノイでの投弾活動、更に15日にはハイズオン、タイビン両省での義勇軍の蜂起が行われたものの散発的なままに終わり、植民地政庁により速やかに鎮圧された。
党首たるグエン・タイ・ホックは同志12人と共にイェンバイ臨時法廷で判決を受け、6月に刑に処された。

## 画像

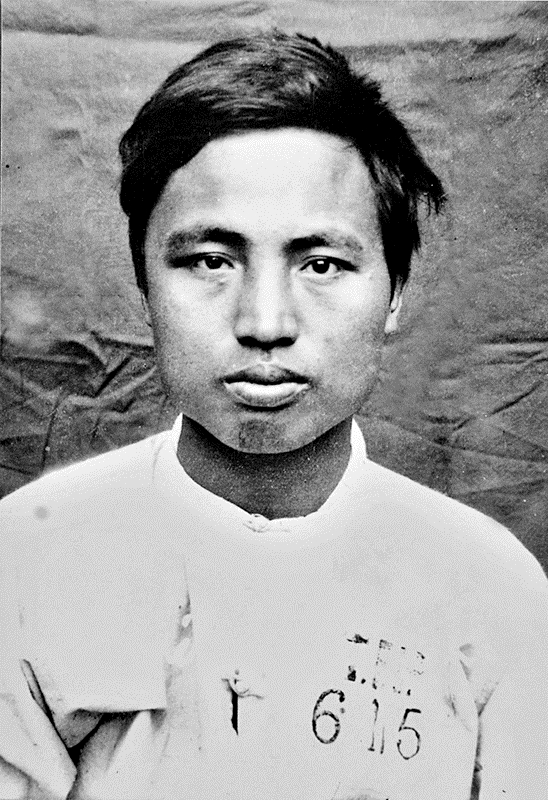
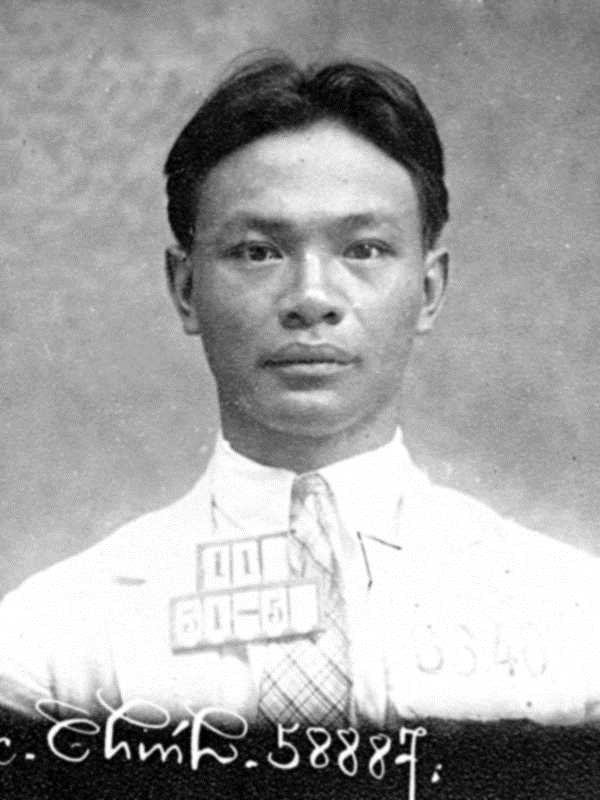
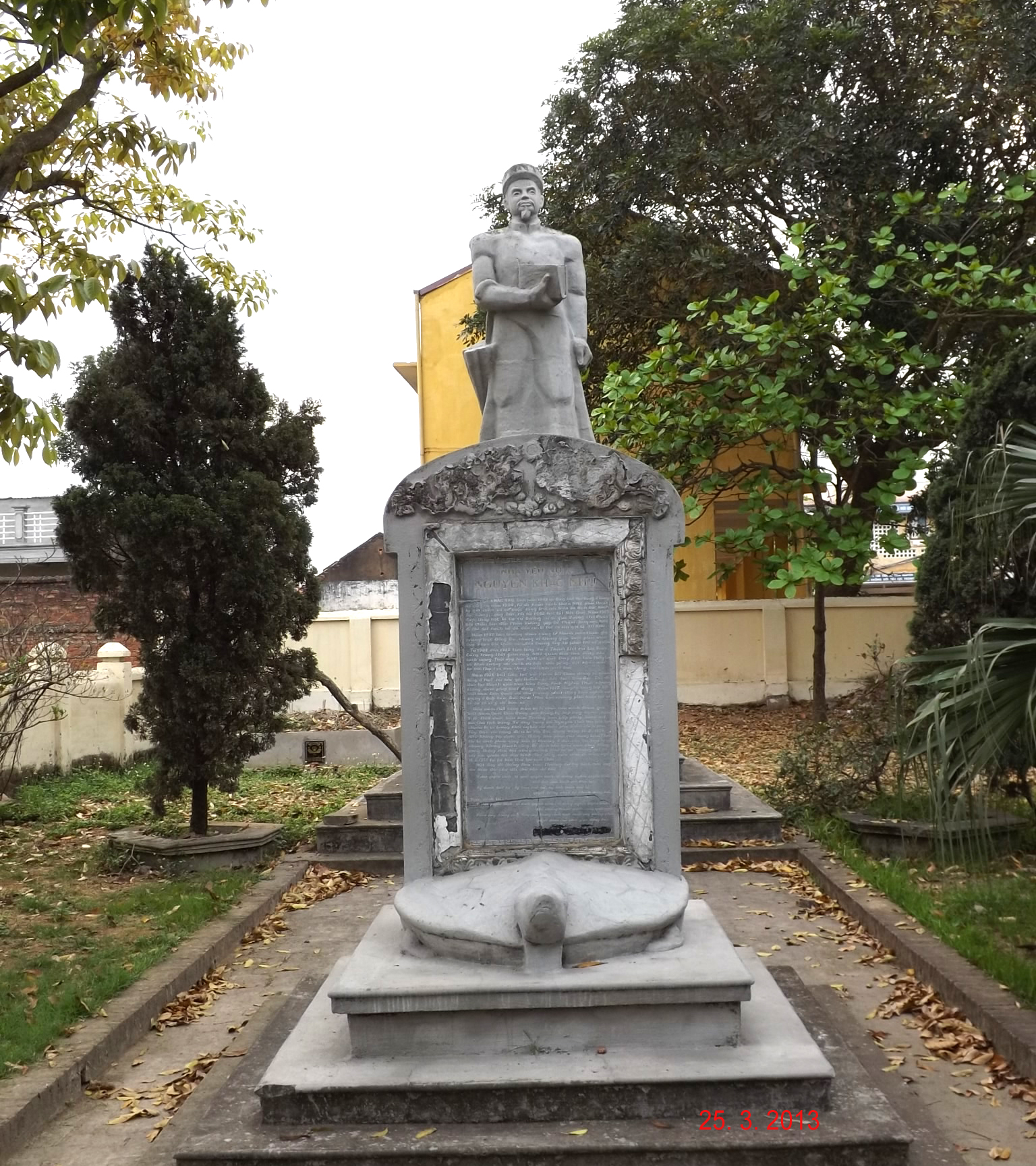
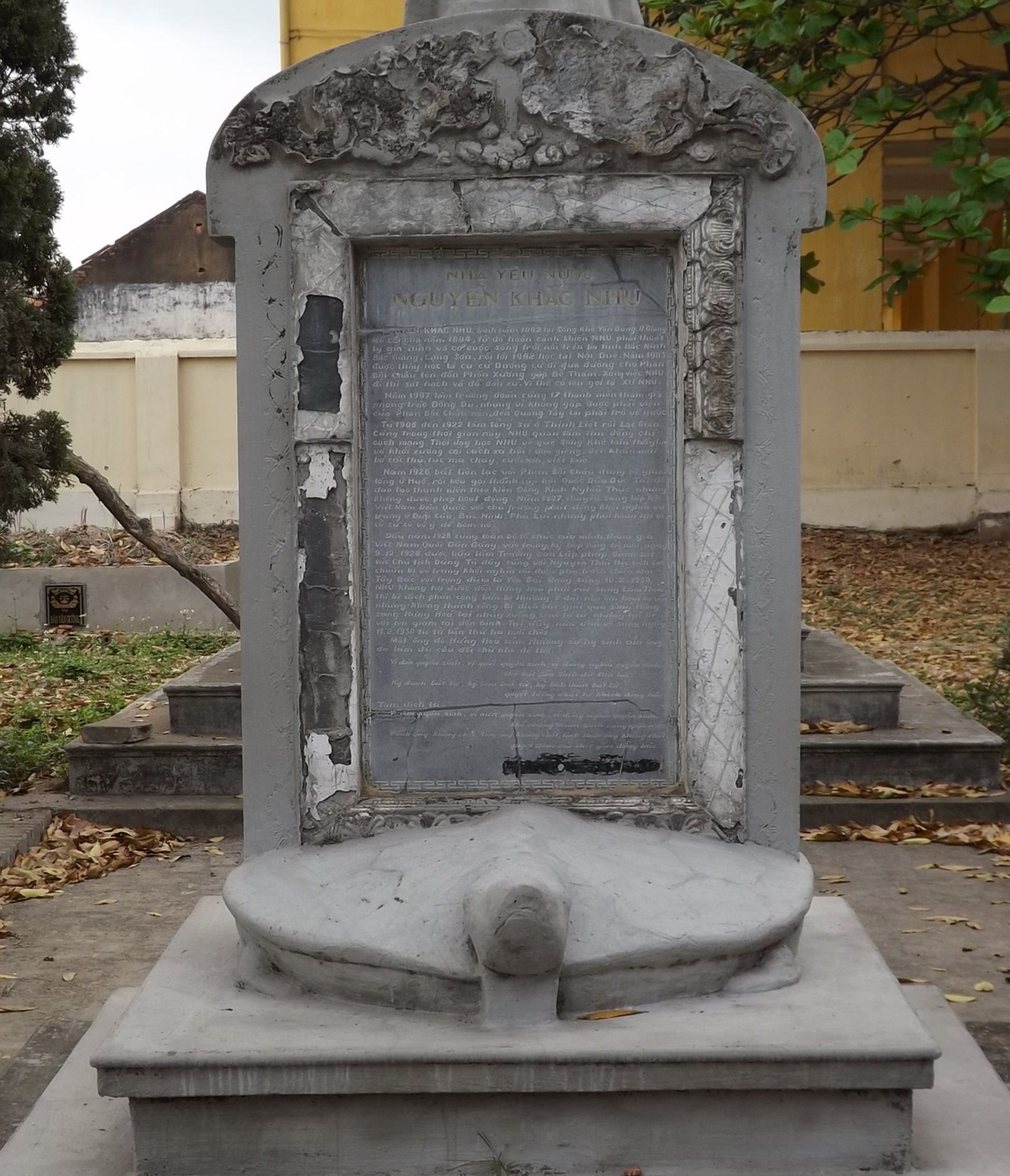
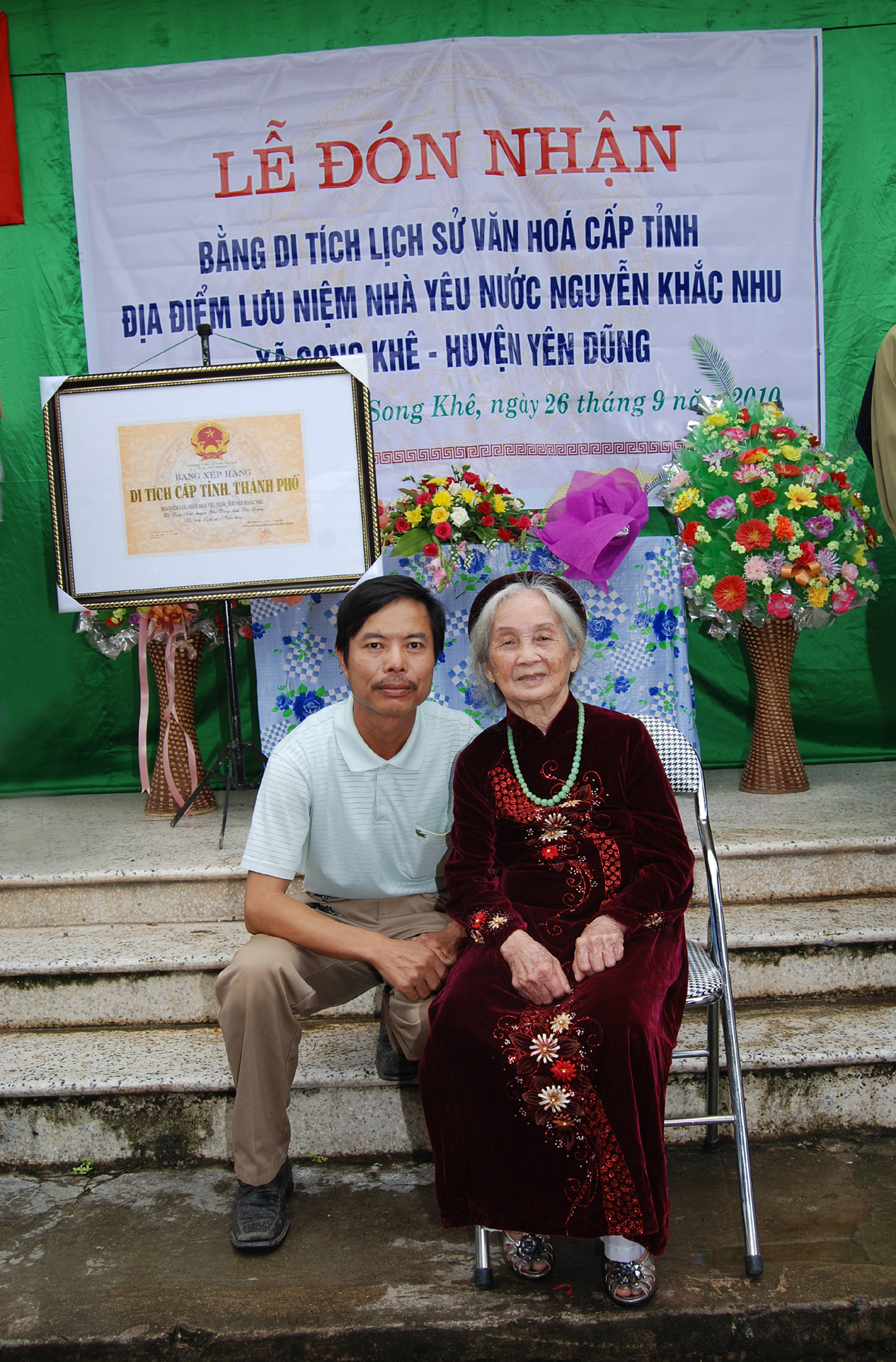
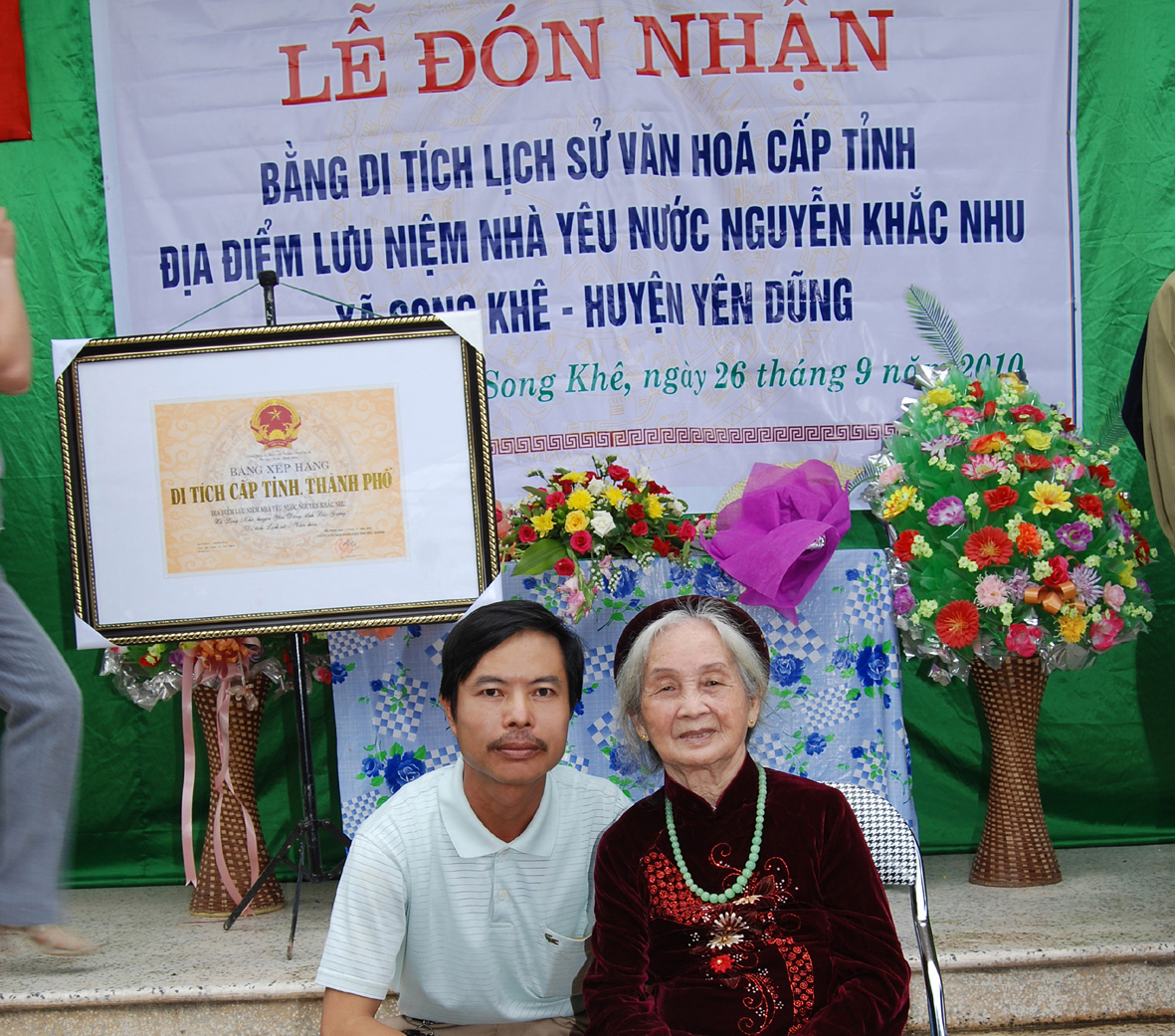
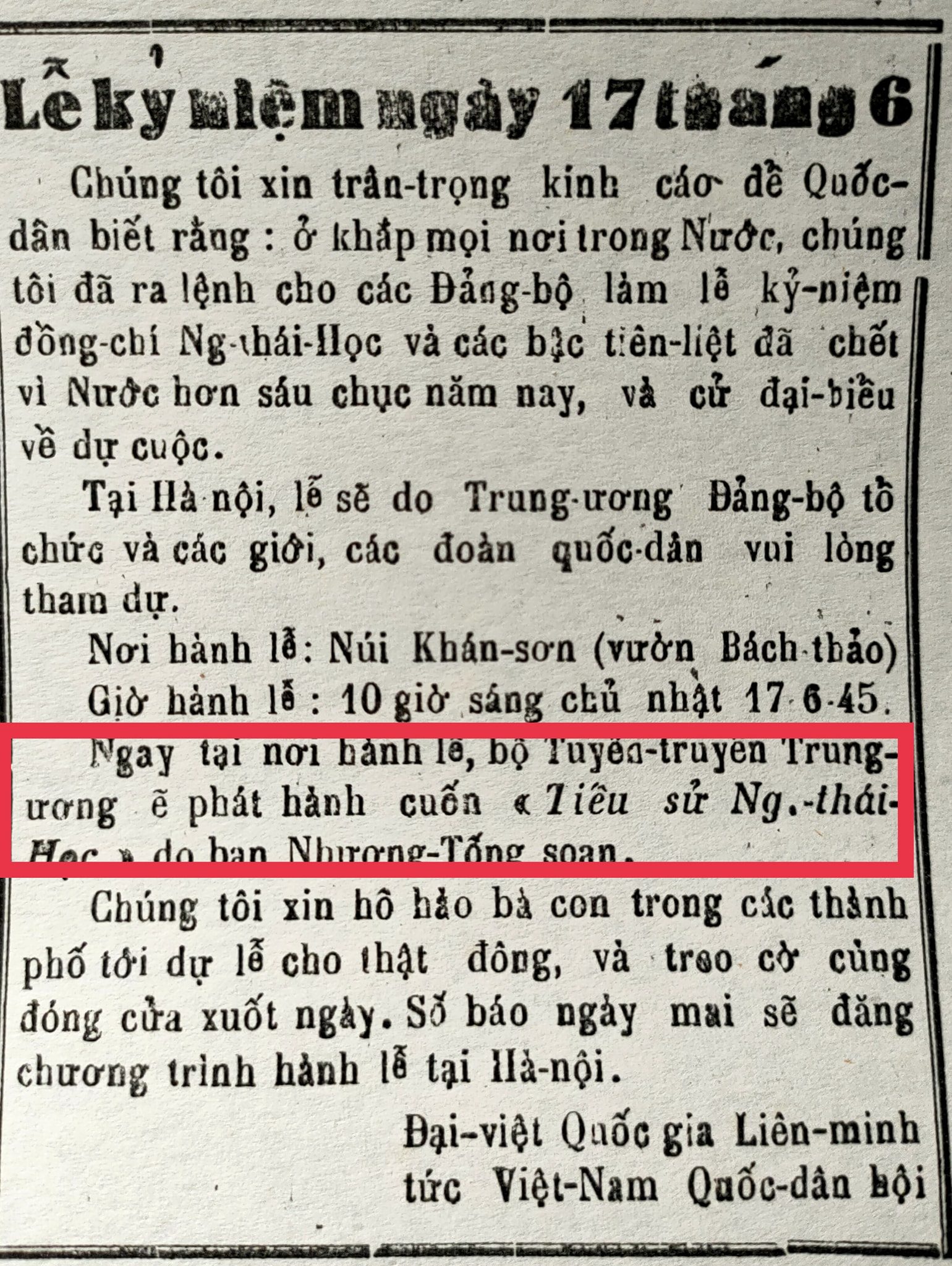
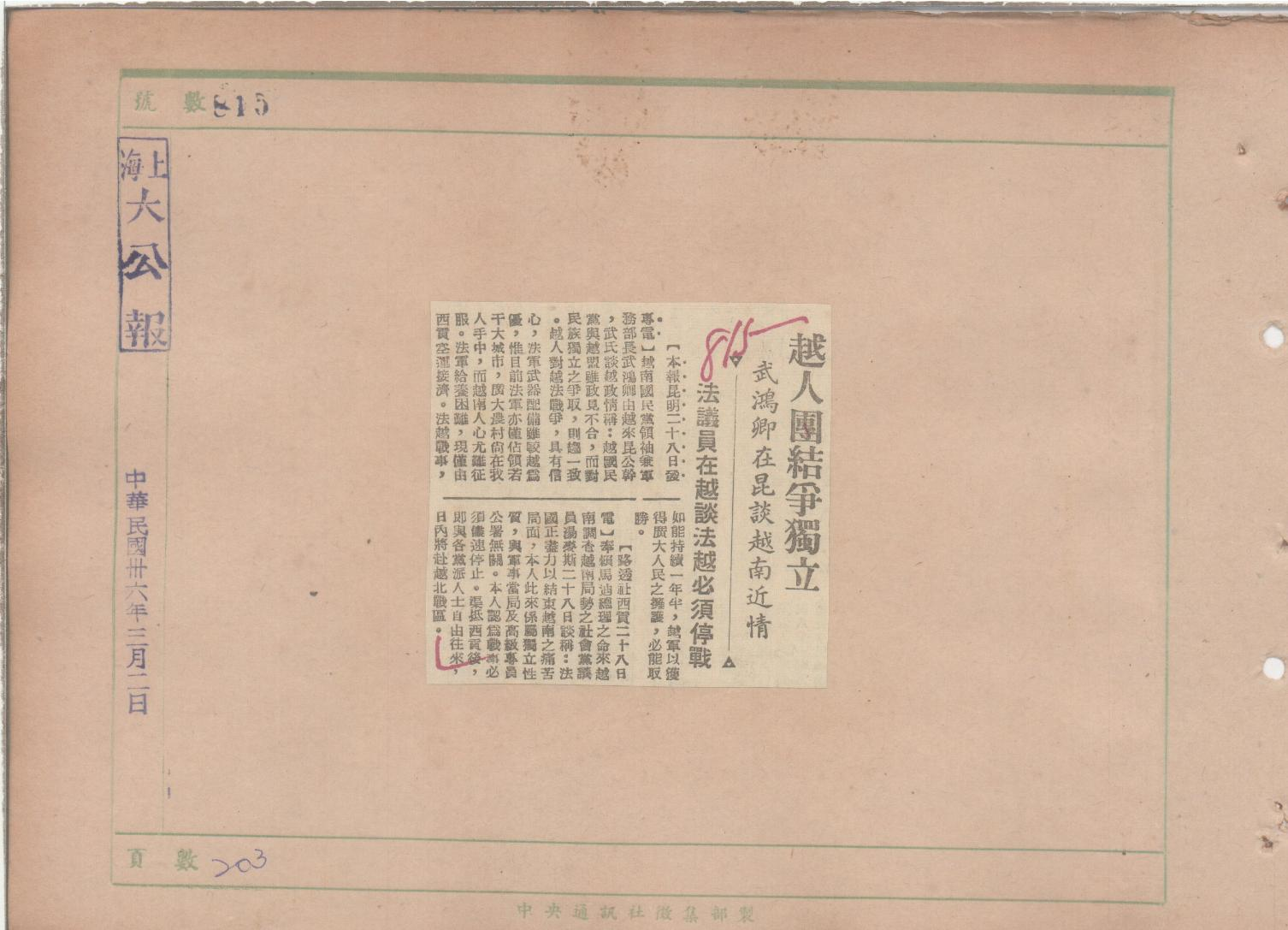
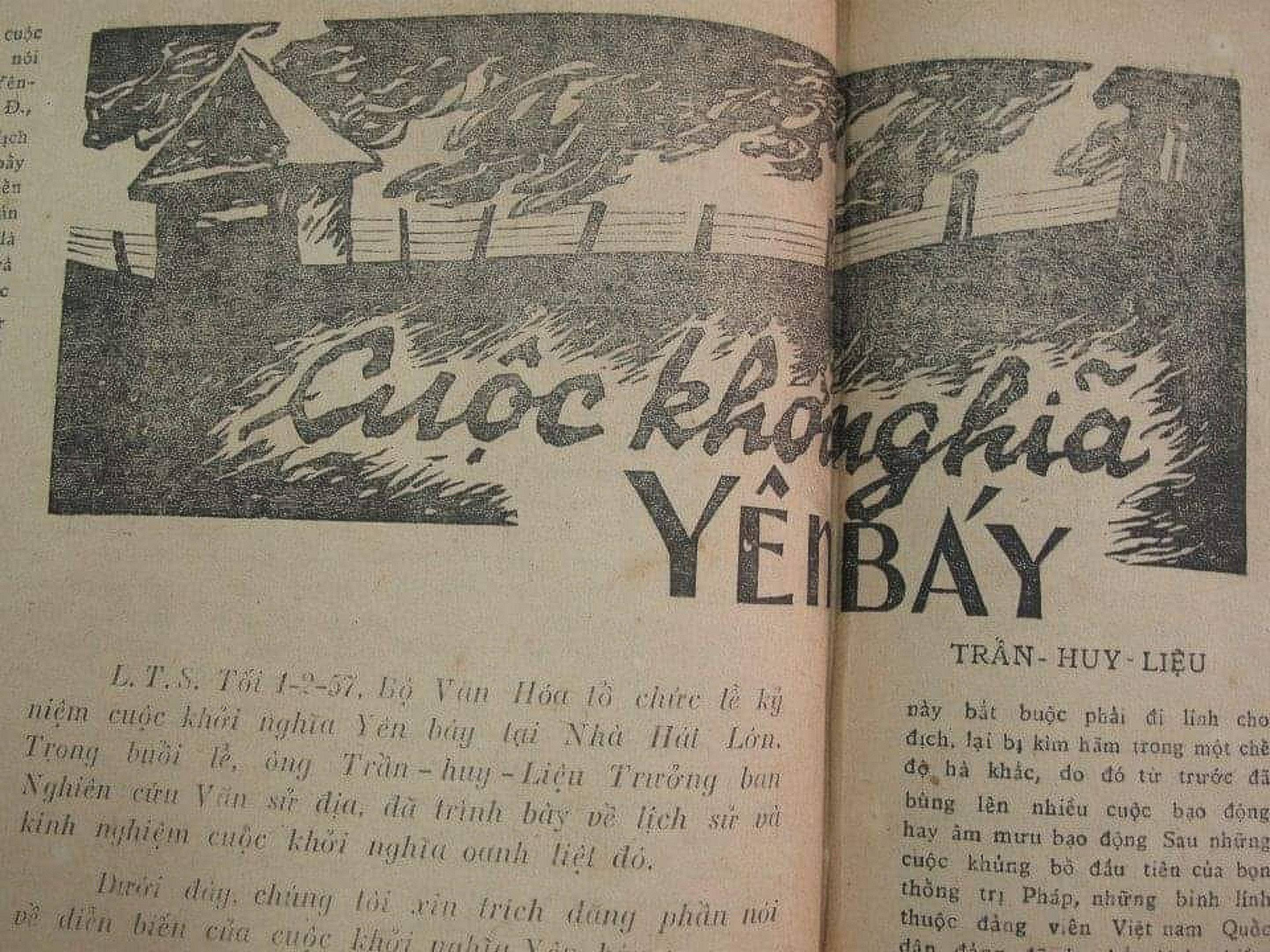